# Talsmand
En talsmand, talskvinde eller talsperson er en person, der er ansat eller valgt til at repræsentere en gruppe, et politisk parti, en virksomhed, en myndighed eller en organisation og udtale sig på dennes vegne. Rollen som talsperson tilfalder ofte en ledende skikkelse indenfor gruppen eller organisationen, f.eks. en direktør, bestyrelsesformand eller fagforeningsleder.
Udtrykket kan også bruges om en person, der gør sig til talsmand for en bestemt mening eller standpunkt.
I den nuværende mediefølsomme verden er mange organisationer i stigende grad tilbøjelige til at ansætte fagpersoner, der har modtaget formel undervisning i journalistik, kommunikation, public relations og public affairs, i rollen for at sikre, at offentlige meddelelser bliver præsenteret på den mest hensigtsmæssige måde og gennem de mest passende kanaler for at maksimere effekten af positive budskaber og minimere virkningerne af ugunstige meddelelser og dårlig omtale.
Ordet talskvinde, om en kvindelig talsmand, har været kendt og brugt med ujævne mellemrum siden 1910, mens talsperson er kendt fra 1983 som en kønsneutral betegnelse inspireret af det engelske spokesperson.